# Хайнрих II фон Щернберг
Хайнрих II фон Щернберг (на немски: Heinrich II von Sternberg; * пр. 1199; † 6 декември 1228, Майнинген) е от 1199 г. до смъртта си господар на Щернберг. Той е основател на линията на господарите на Щернберг, странична линия на род Хенеберг.

## Биография
Фамилията му е роднина с графовете на Шваленберг и с франкските графове на Хенеберг.
Той е единственият син на Попо V фон Ирмелсхаузен-Лихтенберг (* пр. 1156; † 29 май 1199) и съпругата му Ирмгард? фон Ротхаузен?. Внук е на Попо III фон Ирмелсхаузен († сл. 1156) и правнук на граф Попо II фон Хенеберг († 1118) и Беатрикс фон Глайхен († 1120). Роднина е на Конрад фон Щернберг († 1192), епископ на Вормс (1171 – 1192), Конрад II фон Щернберг († 1277), архиепископ на Магдебург, на Фолквин V фон Шваленберг († 1293), епископ на Минден, Гюнтер фон Шваленберг († 1311), архиепископ на Магдебург, епископ на Падерборн, и на Симон фон Щернберг († 1389), епископ на Падерборн.
Баща му е убит в боеве против граф Попо VII фон Хенеберг. Хайнрих II получава от манастир Айхщет като феод територията около Грабфелд. Той построява замък Щернберг в Грабфелд и най-късно 1199 г. се мести там от Ирмелсхаузен. Така той е основател на линията на господарите на Щернберг.
Хайнрих II фон Щернберг е убит на 6 декември 1228 г. при Майнинген в битка против графовете на Хенеберг.

## Фамилия
Хайнрих II фон Щернберг се жени за фон Вилдберг?. Те имат пет деца:
- Алберт фон Щернберг († между октомври 1253 и 31 януари 1255), последният от рода, женен за Мехтилд фон Тримберг († сл. 1297), баща на Лукардис фон Щернберг († сл. 1 февруари 1312), омъжена за Хайнрих I фон Франкенщайн († сл. 22 декември 1295)
- Бертхолд II фон Щернберг († 13 ноември 1287), епископ на Вюрцбург (1271 – 1287)
- Херман фон Щернберг († 30 ноември 1277), пропст на Ноймюнстер (1275 – 1277)
- Хайнрих III фон Щернберг († 31 януари сл. 1280), домпропст в Бамберг
- ? София фон Щернберг († сл. 1 декември 1262), монахиня в манастир Вехтерсвинкел